# 狼林郡
狼林郡（：／ Rangnim gun */?）是朝鮮民主主義人民共和國慈江道北部的一個郡，東鄰兩江道、咸鏡南道。位於狼林山脈東麓。最高點為海拔2,355公尺的蓮花山。屬長津江流域。面積2,062.438平方公里，2008年人口36,481人。下分1邑、2勞動者區、14里。

## 歷史
1952年設郡，1954年自咸鏡南道劃入慈江道。